# Devyne Rensch
Devyne Fabian Jairo Rensch (Lelystad, 18 januari 2003) is een Nederlands voetballer die sinds januari 2025 als verdediger voor AS Roma speelt. Hij komt uit de jeugdopleiding van AFC Ajax en maakte in 2020 op zeventienjarige leeftijd zijn debuut voor deze club in het betaald voetbal. Rensch debuteerde op 7 september 2021 voor het Nederlands elftal.

## Clubcarrière

### Ajax

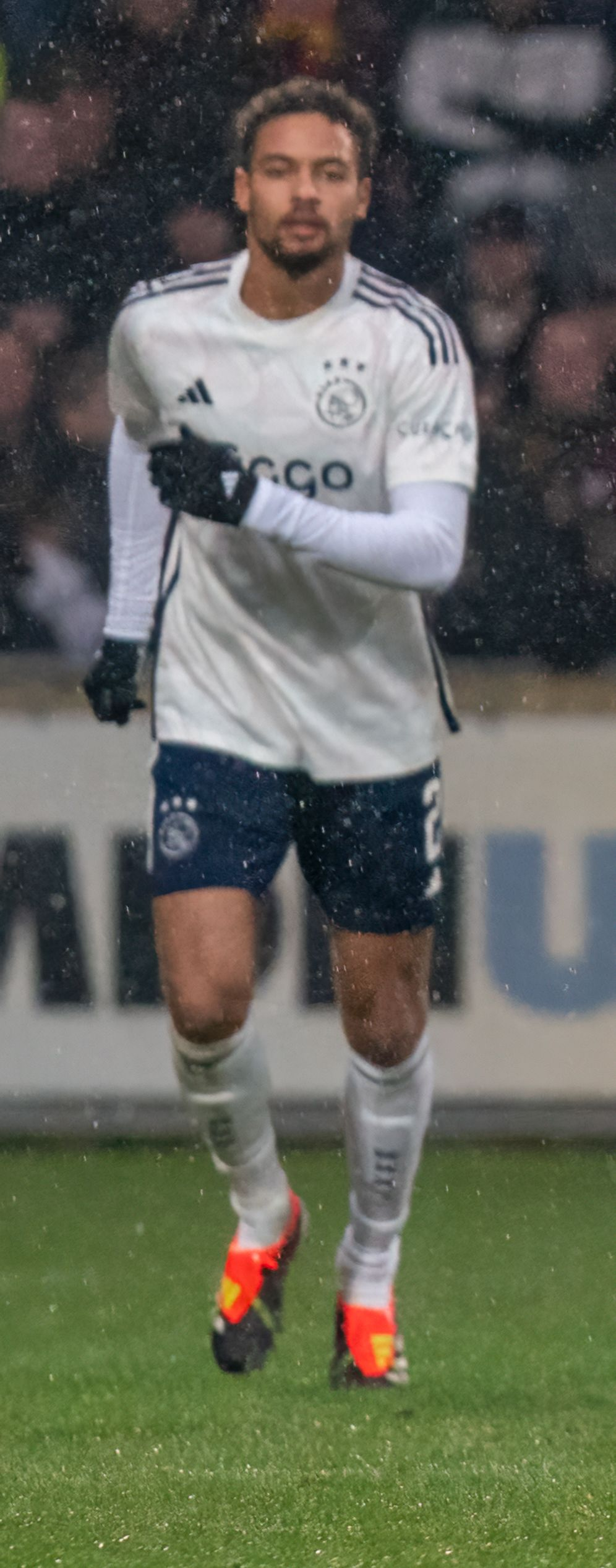
Rensch in 2024 spelend voor Ajax

Rensch speelde in de jeugd van VV Unicum en Ajax en werd gedurende deze periode ook geselecteerd voor Nederlandse vertegenwoordigende jeugdelftallen. In seizoen 2019/20 speelde hij voor Ajax onder 19.
In de voorbereiding op seizoen 2020/21 kreeg Rensch, die op dat moment nog niet voor Jong Ajax had gespeeld, meerdere malen speelminuten in het eerste elftal van Ajax. Tijdens de eerste helft van dit seizoen was hij officieel onderdeel van het eerste elftal, maar speelde hij zijn meeste wedstrijden voor Jong Ajax. Op 19 november 2020 kreeg hij de Abdelhak Nouri trofee uitgereikt als grootste talent van de jeugdopleiding van Ajax van het seizoen 2019/2020. Op 28 november 2020 maakte hij op zeventienjarige leeftijd als invaller zijn debuut in de Eredivisie tegen FC Emmen. Op 31 januari volgde zijn debuut als basisspeler. Op 18 februari 2021 debuteerde hij in de UEFA Europa League tegen Lille OSC. In de loop van het seizoen kreeg hij steeds meer speeltijd als rechtsback, mede door een blessure bij concurrenten. Rensch vulde deze rol goed in en was een vaste waarde voor Ajax in de tweede seizoenshelft. Op 18 april won hij zijn eerste prijs met Ajax, door Vitesse in de bekerfinale te verslaan. Daarna werd ook het landskampioenschap behaald.
In het begin van seizoen 2021/22 moest Rensch weer genoegen nemen met een rol als reserve, omdat alle posities in de achterhoede van Ajax al sterk bezet waren. De eerste seizoenshelft was voor hem een moeilijke periode. Tijdens de tweede seizoenshelft kreeg hij meer speeltijd en werd hij voor de tweede keer landskampioen.
Voor de start van seizoen 2022/23 sprak Rensch de wens uit om, na het voor hem minder goed verlopen seizoen 2021/22, en na het vertrek van concurrent Noussair Mazraoui, alsnog een bepalende rol te gaan spelen. Ajax kocht echter ook Jorge Sánchez voor de positie van rechtsback. Na de start van het seizoen hervond Rensch zijn vorm, en kreeg hij vooralsnog de voorkeur boven Sánchez. Gedurende het seizoen wisselden beide spelers elkaar af.
In seizoen 2023/24 was niet meer Sánchez, maar de door Ajax aangetrokken Anton Gaaei de voornaamste concurrent van Rensch. Tijdens de eerste seizoenshelft, wisselden beide spelers elkaar af op de rechtsbackpositie. Ook werd Rensch regelmatig in het centrum van de verdediging opgesteld. Met zijn club maakte hij dit seizoen diverse dieptepunten mee, zoals de laatste positie op de ranglijst tussen 29 oktober en 2 november. In seizoen 2024/25 gaf de nieuwe trainer Francesco Farioli de voorkeur aan Rensch boven Gaaei op de rechtsbackpositie. Rensch speelde dus veel. In totaal speelde Rensch 156 wedstrijden voor Ajax in alle competities.

### AS Roma
In januari 2025 verkocht Ajax Rensch aan AS Roma. Op 26 januari maakte hij tegen Udinese als basisspeler zijn debuut voor Roma. Op 2 maart was hij goed voor zijn eerste assist in een 2-1 overwinning op Como. 

## Clubstatistieken
Beloften
| Seizoen        | Club           | Competitie     | Competitie | Competitie |
| Seizoen        | Club           | Competitie     | Wed.       | Dlp.       |
| -------------- | -------------- | -------------- | ---------- | ---------- |
| 2020/21        | Jong Ajax      | Eerste divisie | 11         | 3          |
| 2021/22        | Jong Ajax      | Eerste divisie | 5          | 0          |
| Carrièretotaal | Carrièretotaal | Carrièretotaal | 16         | 3          |

Senioren
| Seizoen         | Club            | Competitie      | Competitie | Competitie | Beker | Beker | Internationaal | Internationaal | Totaal | Totaal |
| Seizoen         | Club            | Competitie      | Wed.       | Dlp.       | Wed.  | Dlp.  | Wed.           | Dlp.           | Wed.   | Dlp.   |
| --------------- | --------------- | --------------- | ---------- | ---------- | ----- | ----- | -------------- | -------------- | ------ | ------ |
| 2020/21         | Ajax            | Eredivisie      | 18         | 3          | 4     | 0     | 5              | 0              | 27     | 3      |
| 2021/22         | Ajax            | Eredivisie      | 19         | 1          | 5     | 0     | 5              | 0              | 29     | 1      |
| 2022/23         | Ajax            | Eredivisie      | 26         | 3          | 4     | 0     | 6              | 0              | 36     | 3      |
| 2023/24         | Ajax            | Eredivisie      | 28         | 2          | 0     | 0     | 10             | 0              | 38     | 2      |
| 2024/25         | Ajax            | Eredivisie      | 14         | 1          | 1     | 0     | 11             | 0              | 26     | 1      |
| Club totaal     | Club totaal     | Club totaal     | 105        | 10         | 14    | 0     | 35             | 0              | 154    | 10     |
| 2024/25         | AS Roma         | Serie A         | 11         | 0          | 1     | 0     | 3              | 0              | 15     | 0      |
| Carrière totaal | Carrière totaal | Carrière totaal | 116        | 10         | 15    | 0     | 38             | 0              | 169    | 10     |

Bijgewerkt t/m 6 mei 2025.

## Interlandcarrière
Rensch vertegenwoordigde vele Nederlandse jeugdelftallen. Hij maakte deel uit van de selectie die in 2019 het UEFA EK onder 17 won. Op 3 juni 2021 debuteerde Rensch in het Nederlands voetbalelftal onder 21 tijdens de halve finale van het UEFA EK onder 21. Jong Oranje verloor deze wedstrijd van Duitsland onder 21 met 1–2.
In augustus 2021 werd hij voor het eerst opgenomen in de selectie van het Nederlands elftal voor drie WK-kwalificatieduels. Op 7 september 2021 maakte hij zijn debuut in de WK-kwalificatieduel tegen Turkije (6-1). Hij bleef echter buiten de selectie voor het WK 2022, en kwam regelmatig uit voor Jong Oranje. Meer dan drie jaar na zijn debuut speelde hij in november 2024 zijn tweede interland voor het Nederlands elftal tijdens de nations league wedstrijd tegen Bosnië en Herzegovina. 
| Interlands van Devyne Rensch voor Nederland | Interlands van Devyne Rensch voor Nederland | Interlands van Devyne Rensch voor Nederland | Interlands van Devyne Rensch voor Nederland | Interlands van Devyne Rensch voor Nederland | Interlands van Devyne Rensch voor Nederland |
| №                                           | Datum                                       | Wedstrijd                                   | Uitslag                                     | Soort wedstrijd                             | Goals                                       |
| ------------------------------------------- | ------------------------------------------- | ------------------------------------------- | ------------------------------------------- | ------------------------------------------- | ------------------------------------------- |
|                                             |                                             |                                             |                                             |                                             |                                             |
| Als speler bij Ajax                         |                                             |                                             |                                             |                                             |                                             |
| 1.                                          | 7 september 2021                            | Nederland – Turkije                         | 6 – 1                                       | Kwalificatie WK 2022                        |                                             |
| 2.                                          | 19 november 2024                            | Bosnië en Herzegovina – Nederland           | 1 – 1                                       | Nations League 2024/25                      |                                             |

## Erelijst
Als speler
 Ajax
- KNVB Beker: 2020/21
- Eredivisie: 2020/21, 2021/22

 Nederland onder 17
- UEFA EK onder 17: 2019

Individueel
- Abdelhak Nouri Trofee: 2019/20

## Trivia
Zijn vader is Achmed Kandhai, voormalig speler van FC Twente en Heracles Almelo.
3 Angeliño ·
4 Cristante ·
5 N'Dicka ·
7 Pellegrini  ·
11 Dovbyk ·
12 Abdulhamid ·
14 Sjomoerodov ·
15 Hummels ·
16 Paredes ·
17 Koné ·
18 Soulé ·
19 Çelik ·
21 Dybala ·
22 Hermoso ·
23 Mancini ·
25 Nelsson ·
26 Dahl ·
28 Le Fée ·
35 Baldanzi ·
56 Saelemaekers ·
59 Zalewski ·
61 Pisilli ·
66 Sangaré ·
89 Marin ·
92 El Shaarawy ·
98 Ryan ·
99 Svilar ·
Coach: Jurić